# Ȧ
Ȧ (lub mała litera ȧ) jest literą rozszerzonego alfabetu łacińskiego. Litera składa się z litery A, oraz kropki. Używana jest do zapisu języka liwskiego oraz wilamowskiego.